# Paroecobius wilmotae
Espèce
Paroecobius wilmotae est une espèce d'araignées aranéomorphes de la famille des Oecobiidae.

## Distribution
Cette espèce est endémique du Botswana. Elle se rencontre dans le delta de l'Okavango.

## Étymologie
Cette espèce est nommée en l'honneur d'Ursula Wilmot.

## Publication originale
- Lamoral, 1981 : Paroecobius wilmotae, a new genus and species of spider from the Okavango Delta, Botswana (Araneae: Oecobiidae: Oecobiinae). Annals of the Natal Museum, vol. 24, no 2, p. 507-512 (texte intégral).